# ヒエログリフ

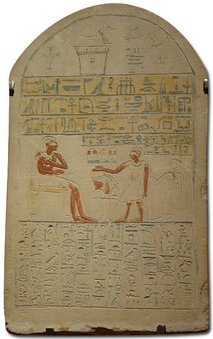
古代エジプトの墓碑に刻まれたヒエログリフ

ヒエログリフ（英: Hieroglyph、聖刻文字、神聖文字とも）は、ヒエラティック、デモティックと並んで古代エジプトで使われた3種のエジプト文字のうちの1つ。エジプトの遺跡に多く記されており、紀元後4世紀頃までは読み手がいたと考えられているが、その後読み方は忘れ去られてしまった。しかし、19世紀、フランスのシャンポリオンのロゼッタ・ストーン解読以降、読むことが可能になった。
一般には古代エジプトの象形文字あるいはその書体を指すが、広義にはアナトリア・ヒエログリフ（英語: Anatolian hieroglyphs、ヒエログリフ・ルウィ語の象形文字）、クレタ・ヒエログリフ（英語: Cretan hieroglyphs、Eteocypriot languageの象形文字）、マヤ・ヒエログリフ（英語: Mayan hieroglyphs、マヤ語の象形文字）、ミクマク・ヒエログリフ（英語: Mi'kmaq hieroglyphs、ミクマク語の象形文字）など、他の象形文字に対しても用いられることがある。　

## 名称
ギリシア語の ἱερογλυφικά（古代ギリシア語ラテン翻字: hieroglyphiká, ヒエログリュフィカ）に由来する。これは、ἱερός（hierós, ヒエロス。「聖なる」）＋γλύφω（glýphō, グリフォ。「彫る」）を意味する。古代エジプト遺跡で主に碑銘に用いられていたのでこう呼ばれた。

## 歴史

### 文字の歴史

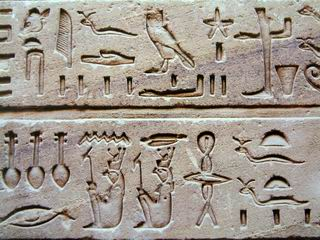
刻まれたヒエログリフ

ヒエログリフがいつ頃使われ始めたかについてはまだ解明されていない。エジプト原始王朝時代以前の紀元前4000年のGerzeh cultureの壷に描かれたシンボルがヒエログリフに似ていることが知られている。紀元前3200年頃、上エジプトにあったen:Nekhenの遺構から1890年に出土したナルメルのパレットの文字を最古のヒエログリフとする見解が長い間一般的であった。
紀元前3000年頃にはヒエログリフとヒエラティックが使い分けられていた。ヒエログリフは神聖なものとされ、神や、それと同等であるとされたファラオを称える石碑や神殿、墓などに刻まれた。神聖文字とも言われる。一方、パピルスへ手書きするときにはヒエラティック（神官文字）が使われる。
この当時、文字というものはその王朝の文化や学問がいかに発展しているかを示す象徴であった。古代エジプトでは、こうした背景からヒエログリフは特に重要視され、学習するものはごく限られた高い経歴をもつ者に限られた。
エジプト中王国時代（紀元前2040年-紀元前1782年）にヒエログリフの改革が行われ、使用する文字の数を750程度に抑え、単語の綴りも一定化された。当時、古代エジプト語は中エジプト語に移行した時期で、古エジプト語よりも細かいニュアンスを表現出来る文章語としての完成度が求められたことも要因として上げられる。この改革は、同時代の古代オリエント世界において楔形文字でも使用する文字数を減らす改革と、起こった時期が一致している。
末期王朝時代のエジプト第26王朝（紀元前650年）頃にはヒエラティックの簡略化が進み、草書体とも言うべきデモティック（民衆文字）となった。
その後、古代ローマ帝国統治下において徐々にギリシア文字が浸透、4世紀を境にして使用されなくなっていった。2018年現在、ヒエログリフの使用が最後に確認されているのは、フィラエのイシス神殿内にある礼拝所の壁面に書かれたもので、紀元後394年8月24日の日付がデモティックで残っている。

### 解読の歴史
中世を通じてもヒエログリフは多くの人々の関心を惹き付けていた。近代に入ると多くの学者達がヒエログリフの解読に挑んだ。特に有名なのは16世紀のヨハンネス・ゴロピウス・ベカヌスと17世紀のアタナシウス・キルヒャーであるが、解読に失敗したり、全く根拠のない独自の解釈に終わった。初めて解読に成功したのは19世紀のフランス人学者ジャン＝フランソワ・シャンポリオンであり、彼はキルヒャーの収集した資料を研究し、ロゼッタ・ストーンの解読を行うことで読み方を解明した。これが突破口になり、その後も研究が進んだため、現代ではヒエログリフは比較的簡単に読むことができる。

## 文字の特徴
ヒエログリフは象形文字と呼ばれるように絵に似ているが、その見かけに反して、表意文字よりも表音文字が多い。表意文字の音を借りることもある。漢字でいえば仮借の使用法に近い。表音文字では通常母音は無視され、子音のみが表記される。このため、例えば"mr(i)"という単語があっても、「愛、ミルク壺、運河、ピラミッド、闘牛の牛」等という名詞と、「縛る」という動詞などのどの意義かはっきりと分からない。
その単語に、発音されない文字が付け加えられることがある。これを決定詞という。
| U7 · r | A2 |

| U7 · r | A2 |

| U7 · r | W22 |

| U7 · r | W22 |

| U7 · r | S28 |

| U7 · r | S28 |

| U7 · r | D52 | E1 |

| U7 · r | D52 | E1 |

以上のように、決定詞があることにより、意味の決定が可能となる。また、表意的に使われている事を示す為に "r" の音を表すヒエログリフを音声補字、いわば送りがなとして添える事もある。これでmrと発音し、音声補字のrや決定詞は発音しない。

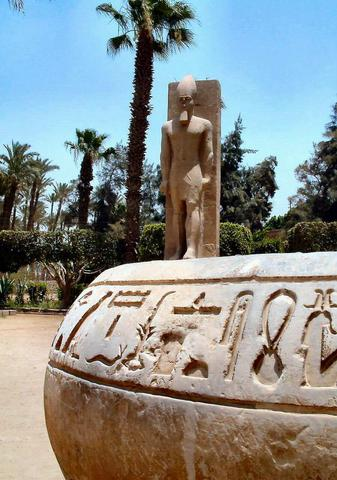
メンフィスの博物館のヒエログリフ。後ろに見えるのはラムセス2世の像

ヒエログリフは右からでも左からでも書け、縦書き横書きも同様に行える。読む方向は、生物の形をしたヒエログリフの頭の向きで判断し、頭が向いている方向が文頭になる。
ヒエログリフで表される音は子音のみであり、母音は表記されないため発音に支障が生じる。ここで、エジプト学では利便性を考慮し、実際のコプト・エジプト語などからの再建発音ではなく仮の発音法を主に用いる。
- 子音が二つ以上続く単語の場合は、各子音間に"e"音を補って読む。
例: nfr → nefer(ネフェル)（美しい）
- A, a, i, w は本来子音文字だが、それぞれ母音「ア」、「アー」、「イ」、「ウ」として読む。ただし、完全にこの規則に従うわけではない。
例: zA → サア（息子）。 ra → ラー（太陽神ラー）、wsir → ウシル（オシリス）、itn → アテン（太陽神アテン）。
フランス式では"e"の代わりに"o"を補い、itnをAton(アトン)とする場合もある。同様に、imnをAmun(アムン)、Amon(アモン)ともされる。

### 1子音文字
以下は、表音文字として多用される1子音文字の一覧である。カナ転写は統一されておらず学者によって異なるので、不正確な可能性があることに留意されたい。なおMdCとは、マニュエル・ド・コダージュを示す。
| A |

| A |

| i |

| i |

| i | i |

| i | i |

| y |

| y |

| a |

| a |

| w |

| w |

| W |

| W |

| b |

| b |

| p |

| p |

| f |

| f |

| m |

| m |

| M |

| M |

| n |

| n |

| N |

| N |

| r |

| r |

| h |

| h |

| H |

| H |

| x |

| x |

| X |

| X |

| s |

| s |

| z |

| z |

| S |

| S |

| q |

| q |

| k |

| k |

| g |

| g |

| t |

| t |

| T |

| T |

| d |

| d |

| D |

| D |